# Port de Sillamäe
Le port de Sillamäe (estonien : Sillamäe sadam, code EE SLM) est un port à Sillamäe le long de la baie de Narva en Estonie.

## Présentation
Le port est le deuxième plus grand port de fret maritime d'Estonie et le cinquième des États baltes, situé sur la rive sud du golfe de Finlande à Sillamäe dans le comté de Viru oriental.
Le propriétaire du port est AS Sillamäe Sadam, qui repose à 100% sur des capitaux privés.

## Galerie

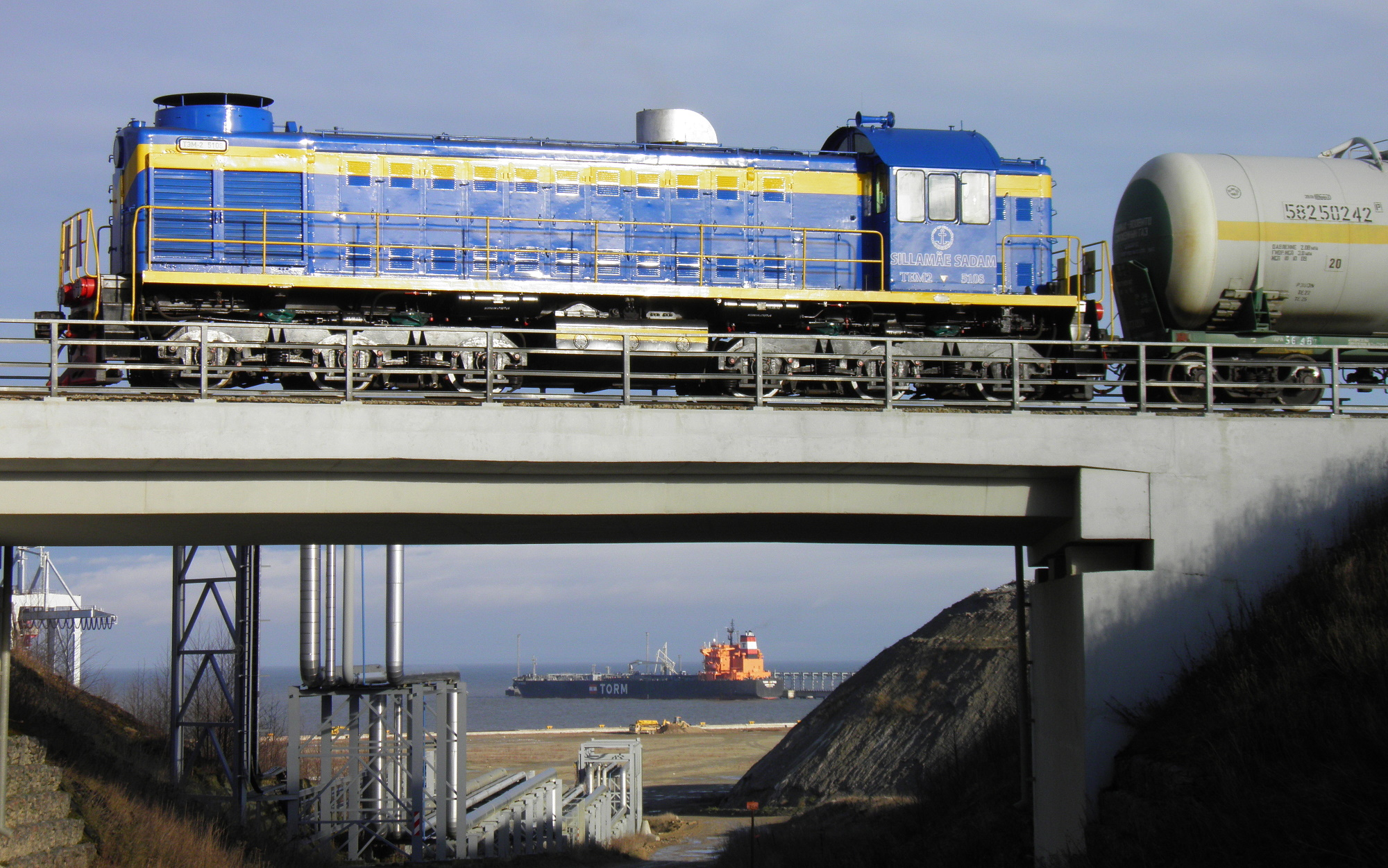
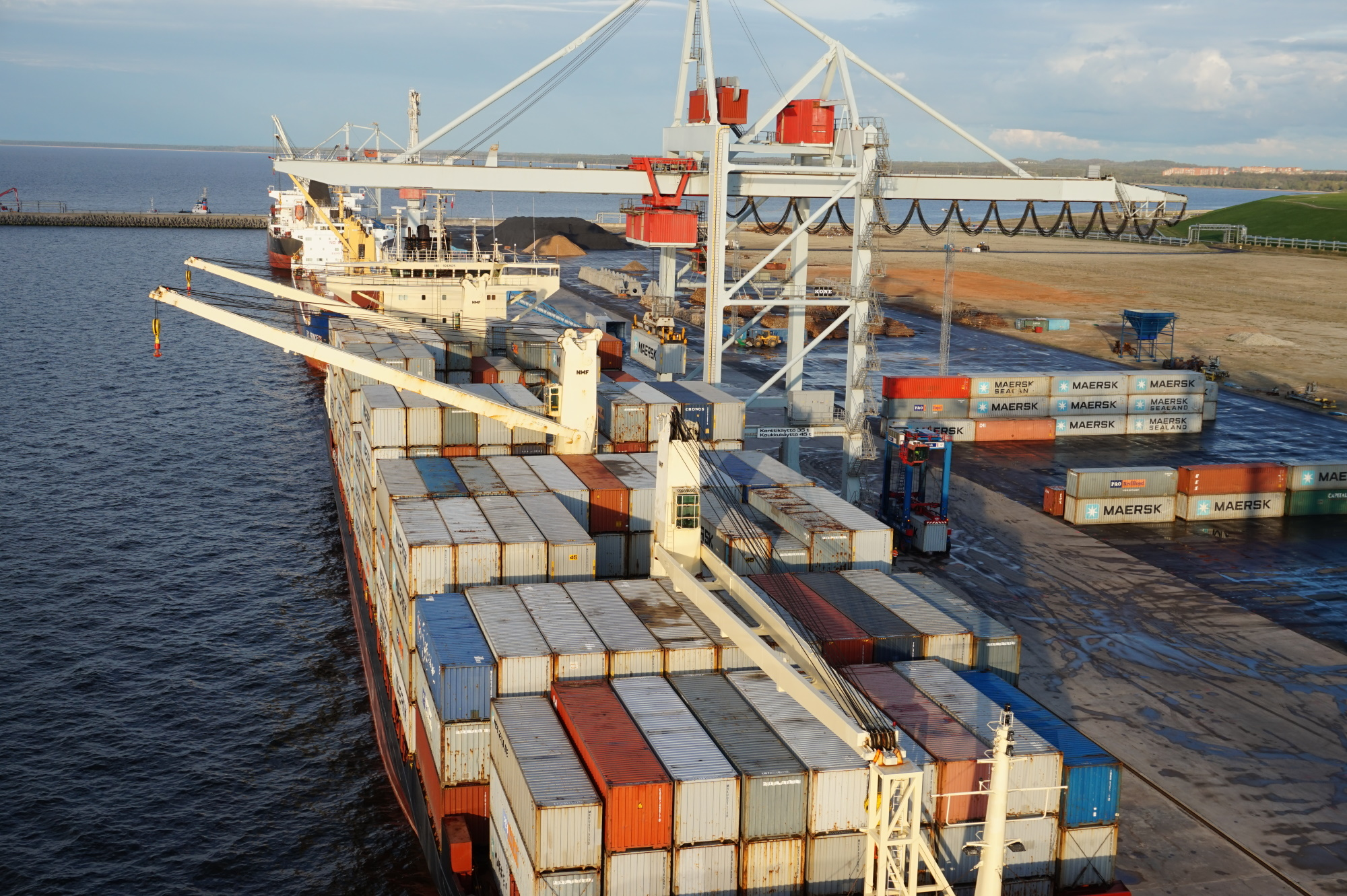
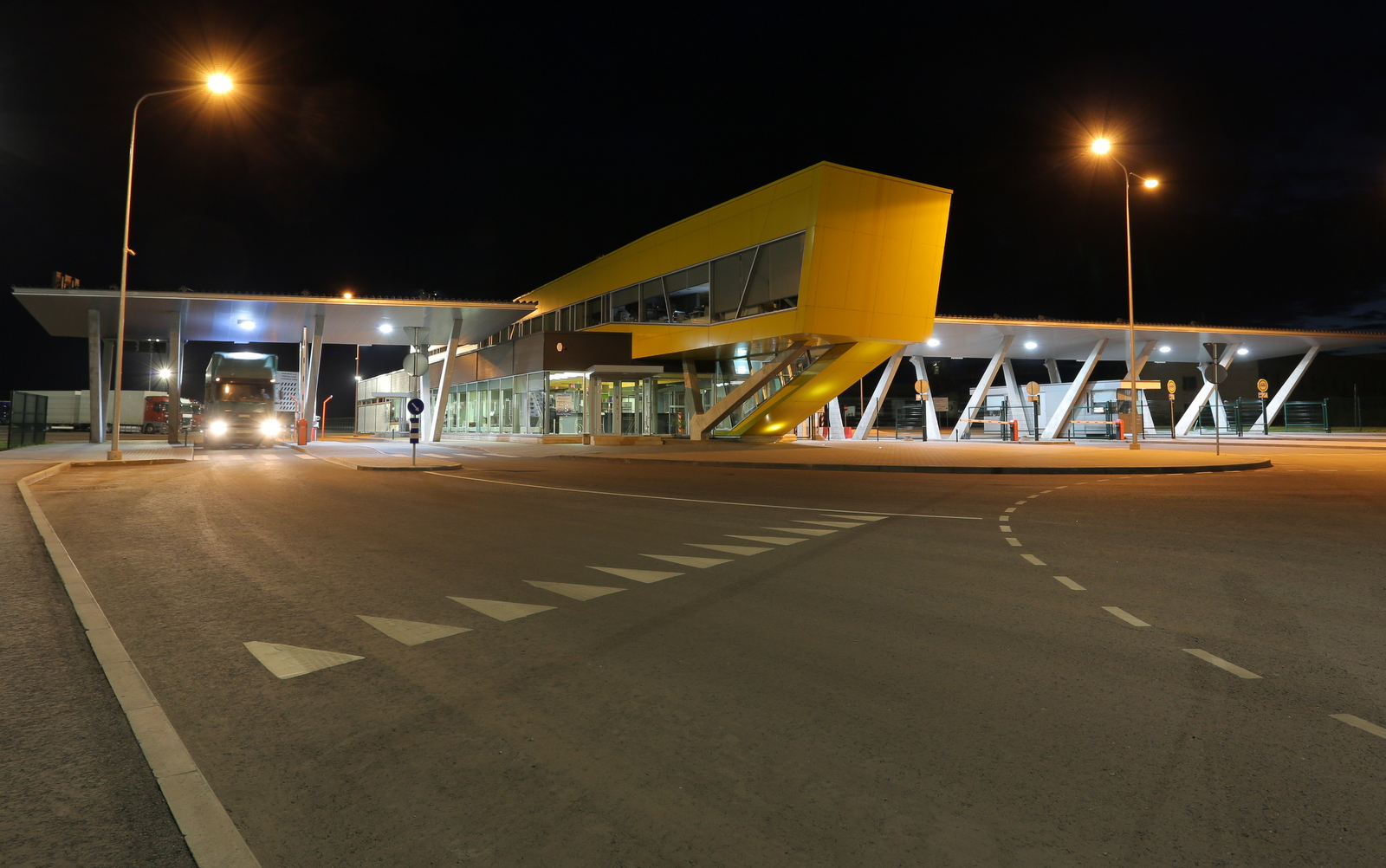